# Topsfield (condado de Essex)
Topsfield es un lugar designado por el censo ubicado en el condado de Essex en el estado estadounidense de Massachusetts. En el Censo de 2010 tenía una población de 2.717 habitantes y una densidad poblacional de 380,91 personas por km².

## Geografía
Topsfield se encuentra ubicado en las coordenadas 42°38′22″N 70°57′19″O / 42.63944, -70.95528. Según la Oficina del Censo de los Estados Unidos, Topsfield tiene una superficie total de 7.13 km², de la cual 7.03 km² corresponden a tierra firme y (1.42%) 0.1 km² es agua.

## Demografía
Según el censo de 2010, había 2.717 personas residiendo en Topsfield. La densidad de población era de 380,91 hab./km². De los 2.717 habitantes, Topsfield estaba compuesto por el 97.24% blancos, el 0.4% eran afroamericanos, el 0.04% eran amerindios, el 0.85% eran asiáticos, el 0% eran isleños del Pacífico, el 0.18% eran de otras razas y el 1.29% pertenecían a dos o más razas. Del total de la población el 1.36% eran hispanos o latinos de cualquier raza.